# Goldfield (Kolorado)
Goldfield – jednostka osadnicza w Stanach Zjednoczonych, w stanie Kolorado, w hrabstwie Teller.